# Antoine-Robert Gaudreaux
Antoine-Robert Gaudreaux (Parigi, 1680 – Parigi, 6 maggio 1746) è stato un ebanista francese.

## Biografia
Antoine-Robert Gaudreaux, nominato ebanista del re, fu attivo per la Garde-Meuble reale dal 1726, acquistando grande fama.
I suoi mobili in stile Luigi XIV e rococò non sono firmati, ma gli archivi della Garde-Meuble reale ne consentono l'identificazione.
Il suo laboratorio si trovava a Parigi, rue Princesse. Antoine Robert Gaudreau fu eletto fiduciario della corporazione degli ebanisti nel 1744.
Di sicura attribuzione vi sono un medagliere impreziosito da una decorazione bronzea eseguito per Luigi XV di Francia nel 1738 (Parigi, Bibliothèque Nationale) e un cassettone caratterizzato da splendidi bronzi dorati di Caffieri (1739) oggi alla Wallace Collection di Londra, opere che bastano a testimoniare la qualità superiore della sua arte.
Anche suo figlio, François Antoine Gaudreau, morto nel 1751, fu ebanista del re.

## Opere
- Medagliere con decorazione bronzea eseguito per Luigi XV di Francia nel 1738 (Parigi, Bibliothèque Nationale);
- Cassettone con bronzi dorati di Caffieri (1739) oggi alla Wallace Collection di Londra.